# Моллисон, Билл
Брюс Чарльз «Билл» Моллисон (англ. Bruce Charles 'Bill' Mollison; 4 мая 1928, Стэнли, Тасмания, Австралия — 24 сентября 2016, Хобарт, Австралия) — австралийский исследователь и натуралист. Один из основателей пермакультуры.

## Биография
Родился в маленькой рыбацкой деревне Стэнли на Тасмании. Оставил школу в пятнадцать лет, чтобы помогать в семейной пекарне. Потом стал выходить в море на небольшом судне и заниматься ловлей акул; до 1954 года он освоил множество ремёсел: был лесником, мельником, охотником, натуралистом.
В 1954 году вступил в CSIRO (Секция по наблюдению за дикой природой) и в течение следующих девяти лет работал биологом в самых отдалённых уголках Австралии. После того как он получил диплом по специальности биогеография, его направили в Университет Тасмании.

### Пермакультура
В 1972 году в его жизни произошла судьбоносная встреча с Дэвидом Холмгреном, который был студентом Моллисона. Их обоих объединил большой интерес к взаимоотношениям между человеком и естественными системами.
Из их общения и совместных садовых экспериментов родилась идея «перманентной агрокультуры», или «пермакультуры», которая генетически связана с идеями различных исследователей 20-го века.
Как Моллисон сам определяет это понятие, пермакультура — это «система дизайна, цель которого состоит в организации пространства, занимаемого людьми, на основе экологически целесообразных моделей». При этом его разработки касаются не только выращивания пищи, но строений и инфраструктуры, а также всех компонентов окружающего мира.
Английская писательница Эмма Чепман высказалась о современном состоянии пермакультуры: «Фактически сейчас это превратилось в целую дизайн-философию, а для некоторых людей в философию жизни вообще. Её центральной темой является создание систем, которые обеспечивают человеческие нужды, используя множество натуральных компонентов и черпая вдохновение у природных экосфер».
Оставив университет в 1978 году, всю свою энергию посвятил усовершенствованию системы пермакультуры и распространению её идей и принципов по всему миру. Он обучал тысячи студентов и участвовал в создании множества статей, учебных курсов и рекомендаций для проектов строительства ферм, реорганизации больших городов и местных органов самоуправления.
Являлся исполнительным директором Института Пермакультуры (находится в Новом Южном Уэльсе, Австралия), который был основан в 1979 году для обучения студентов всего мира практическому дизайну.